# هوارد سميت
هوارد سميت (بالإنجليزية: Howard Smit)‏ هو فنان ماكياج أمريكي، ولد في 19 أبريل 1911 في شيكاغو في الولايات المتحدة، وتوفي في 1 أغسطس 2009 في طرزانا، لوس أنجلوس في الولايات المتحدة.

## وصلات خارجية
- هوارد سميت على موقع IMDb (الإنجليزية)
- هوارد سميت على موقع قاعدة بيانات الفيلم (الإنجليزية)